# Кугель, Иона Рафаилович
Ио́на Рафаи́лович Ку́гель (1873, Мозырь, Минская губерния — 9 февраля 1942 Ленинград) — русский и советский журналист. Брат Александра Кугеля.
Учился в гимназии в Чернигове, затем в Санкт-Петербургском университете и Археологическом институте.
Редактор газеты «Киевская мысль», «Огонёк», «Литература и искусство», «Театр и искусство». На протяжении ряда лет работал в «Красной газете» — заведовал вечерним выпуском, ведал в обоих выпусках отделом художественной литературы. В частности, Леонид Борисов вспоминал:

Иона Кугель одобрял и браковал стихи весьма оригинально… Высокий, седой, близорукий, никогда не улыбающийся, Кугель подносил к глазам своим лист бумаги со стихотворением, читал только две-три строки сверху, переводил взгляд на середину страницы и, опуская взгляд, скользил по нижним строкам. Затем он или возвращал стихотворение, заявляя: «Не пойдёт», или складывал лист бумаги вчетверо и совал себе за пазуху, милостиво бросая ожидающему окончания волшебной процедуры: «Беру».

Умер за редакторским столом от истощения во время блокады Ленинграда.